# Scorpaenodes tribulosus
Scorpaenodes tribulosus là một loài cá biển thuộc chi Scorpaenodes trong họ Cá mù làn. Loài này được mô tả lần đầu tiên vào năm 1969.

## Từ nguyên
Tính từ định danh tribulosus trong tiếng Latinh có nghĩa là “gai góc”, hàm ý đề cập đến các vảy lược cứng chắc ở loài cá này.

## Phân bố và môi trường sống
S. tribulosus hiện chỉ được biết đến ở ngoài khơi Somalia và Kenya, được thu thập ở độ sâu khoảng 73–176 m.

## Mô tả
Chiều dài cơ thể lớn nhất được ghi nhận ở S. tribulosus là 5,1 cm. Các mẫu vật cho thấy có dấu vết của các vạch màu sẫm bên dưới vây lưng.
Số gai vây lưng: 13; Số tia vây lưng: 8; Số gai vây hậu môn: 3; Số tia vây hậu môn: 5; Số gai vây bụng: 1; Số tia vây bụng: 5; Số tia vây ngực: 18–19.